# Manuel Delgado Altez
Manuel Delgado Altez (* Oyón, 1937 - ), es una administrador y  político peruano. Alcalde  de la Provincia de Oyón. 

## Biografía
Manuel Delgado Altez nació en Oyón, el 2 de diciembre de 1937. Realizó sus estudios primarios en la Escuela Primaria No.380 de Oyón, y los secundarios en el Colegio Nuestra Señora de Guadalupe de Lima. 
Ha laborado como Superintendente de la Compañía Minera Raura S.A. (de junio de 1967 a marzo de 1980), como Gerente de Operaciones de la Compañía Minera Santa Rita (de abril de 1980 a mayo de 1981), como Superintendente de la Compañía Minera Aurífera Marañón (de julio de 1991 a julio de 1993) y como Gerente General de RUCO SRL (de abril de 1993 a enero de 2006).
Militante del Partido Aprista Peruano, inicia su participación política pública postulando sin éxito al cargo de Alcalde del Concejo Provincial de Oyón, para el período 2003-2006, como representante del APRA, organización por la que en 2006 se presenta nuevamente al cargo Alcalde de Oyón, siendo electo para el período 2007-2010. En las elecciones regionales y municipales del Perú de 2010 postula nuevamente al cargo de Alcalde de Oyón, por el Movimiento Independiente Regional PADIN.